# Relations entre le Japon et le Sri Lanka
Les Relations entre le Japon et le Sri Lanka désignent les relations internationales entre le Japon et le Sri Lanka.
Le Japon a une ambassade à Colombo. Le Sri Lanka a une ambassade à Tokyo.

## Liens économiques
En 1997, le Sri Lanka est devenu membre de l'Initiative de la baie du Bengale pour la coopération technique et économique multisectorielle (BIMSTEC) qui inclut également le Bhoutan, l'Inde, le Népal, la Thaïlande et le Myanmar. La BIMSTEC examine un accord de libre-échange avec le Japon pour amplifier le commerce, qui a diminué depuis 2000. En 2007, seuls 2,4 % des exportations totales du Sri Lanka allaient au Japon, la plupart du temps c'était du thé, du caoutchouc, du poisson et des pierres précieuses.